# Hajamro
Hajamro o Sian és un riu del Pakistan, al Sind. És un dels canals del delta de l'Indus i desaigua a la mar d'Aràbia al sud-est de Karachi. És un riu petit que només pot ser utilitzat per bots durant el temps de pluges; el 1875 va substituir al canal de Khedawari i va esdevenir el principal distributari de l'Indus cap a la mar. A l'entrada oriental hi ha un antic far de 29 metres d'altura que es veu des d'uns 40 km; dos pilots eren a la barra i dirigien l'entrada dels vaixells.